# Canova, New Mexico
Canova är en ort i Rio Arriba County, New Mexico, USA.